# Salallassera
Salallassera és una obra del municipi de Sant Llorenç Savall (Vallès Occidental) protegida com a bé cultural d'interès local.

## Descripció
Es tracta d'una masia situada el marge dret de la torrentera de Salallassera. És de planta rectangular, molt allargada, amb diversos cossos annexos. Té la teulada a doble vessant i les obertures, força escasses, són de petites dimensions i allindanades excepte la porta principal que és d'arc de mig punt. la masia salva el desnivell del terreny. Està situada a 691,2 metres d'altitud.

## Història
La primera referència a la masia és de l'any 1050, en un document del monestir de Sant Llorenç del Munt on es diu "...in Lazaria in locum Sales..." així que el nom original seria Sala (o Sales) de Llacera.